# Die schöne Helena
Die schöne Helena (französisch La Belle Hélène) ist eine Opéra-bouffe (Buffo-Oper) in drei Akten von Jacques Offenbach und den Librettisten Henri Meilhac und Ludovic Halévy.
Die Uraufführung fand am 17. Dezember 1864 im Théâtre des Variétés in Paris statt. Offenbach konnte damit an den Erfolg seiner Opéra-bouffe Orpheus in der Unterwelt (1858) anknüpfen, die ebenfalls einen Stoff der klassischen Antike persifliert. Allerdings steht und fällt der Erfolg der Schönen Helena mit der weiblichen Titelrolle – in der Uraufführung dargestellt von Hortense Schneider, bei der Wiener Erstaufführung von Marie Geistinger. Berühmte weitere Interpretinnen waren u. a. Emily Soldene im anglo-amerikanischen Raum.

## Aufführungsgeschichte
Hortense Schneider (1833–1920) war die gefeierte Sängerin und Kurtisane, für deren spezielle Talente Offenbach La belle Hélène konzipierte sowie später auch weitere Operetten wie Barbe-bleue 1866, La Grande-Duchesse (de Gerolstein) 1867, La Périchole 1868 und La Diva 1869. Schneider zeichnete sich mehr durch ihre enorme Bühnenpräsenz und erotischen Reize aus als durch klassische Gesangskünste. Der Romancier Emile Zola porträtiert sie – ironisch zugespitzt – in Nana (1880) als Darstellerin ohne sonderliche Begabungen, die es aufgrund ihrer körperlichen Reize schafft, das Pariser Gesellschaftspublikum mit Nacktauftritten in den Bann zu schlagen.
Das Publikum der Offenbach-Operetten bestand – wie u. a. Kracauer in Jacques Offenbach und das Paris seiner Zeit schreibt – aus höchsten Adelskreisen und der Halbwelt. So fand man im Publikum Bankiers, Schriftsteller, Diplomaten, Kurtisanen aber auch kaiserliche Würdenträger, die großen Amüsierbedarf (sowohl intellektuell als auch sexuell) hatten und deutlich lockerere Moralvorstellungen als das Bürgertum.
Offenbach und seine Librettisten machen sich in den sogenannten „Offenbachiaden“ besonders über die Mittelschicht, Neureiche, Emporkömmlinge und deren konservative Moralvorstellungen lustig; nicht, wie fälschlich oft angenommen, über die Herrschenden insgesamt, im Sinn von Brechts klassenkämpferischem Theater. Es war ein Lachen von oben nach unten, kein Protest von unten nach oben. Somit kann auch die Figur der Sparta-Königin Helena – der „schönsten Frau der antiken Welt“ – nicht als Abbild von Kaiserin Eugénie gesehen werden, wie manchmal behauptet wird.
Anhand der Tagebücher des Librettisten Halévy lässt sich feststellen, dass er als Staatsbeamter zwar eine zwiespältige Haltung gegenüber dem Regime Napoleons III hatte, jedoch sind keine Hinweise auf Untergrabungen gegen Napoleon III. zu finden. Anhaltspunkte für den Verfall der Sitten und Kritik am Zweiten Kaiserreich sucht man ebenso in den Tagebüchern vergebens. Was man aus ihnen sicher ableiten kann, ist, dass sich die Operette aktiv an der Polemik gegen die falschen Moralisten (jene, die die Staatsmacht als oberste Instanz und Hüter der Moral ansahen, in Verkörperung des Kaisers, der für seine halbweltlichen Eskapaden bekannt war) beteiligt hatte.
Hans-Jörg Neuschäfer begründet in seinem Artikel „Die Mythenparodie in La Belle Hélène“ in Jacques Offenbach und seine Zeit, wie Offenbach mit dem Aspekt des Scherzhaften spielt, jedoch den Mythos der Helena-Sage bewahrt. Er begründet seine Aussage mit zwei Prinzipien, die für ihn vor allem den Aspekt der Burleske (des Scherzhaften) aufzeigen. Ein Prinzip besteht für ihn darin, dass die antiken Schauplätze der Operette mit der Gegenwart verbunden werden. So wird aus Sparta Paris und aus Nauplia das mondäne Seebad Trouville. Somit rückt die Handlung der Belle Hélène in Reichweite des Pariser Publikums der 1860er Jahre. Das zweite Prinzip ist die Reduktion des Übermaßes an moralischer und physischer Kraft, bzw. die Herabsetzung des Heroismus der antiken Sagenvorlage auf das Mittelmaß menschlicher Schwäche, um komischen Effekt zu erzielen (die Helden der Geschichte werden alle als lächerliche Könige und Krieger dargestellt).

## Offenbach und das Moraltheater
Offenbachs Operetten sind indirekt, wie auch direkt, mit der Entwicklung des Moraltheaters verbunden. Indirekt, da sie sich die große Kontroverse mit dem Sprechtheater teilen, die in den 1850er Jahren das Feuilleton bestimmte. Direkt, indem sie Motive und Themen des Moraltheaters aufgreifen. Die Rolle des Geldes und die Rolle der Ehe in der Gesellschaft sind die zentralen Themen, die Offenbach aus dem Moraltheater übernommen hat.
Die schöne Helena gewann ihre provozierende Wirkung nicht nur dadurch, dass viele historische Darstellerinnen in dem Stück nackt bzw. fast nackt zu sehen waren, sondern auch aus der Behandlung des Themas Ehebruch, das Helena als schicksalhaft und unvermeidlich nennt. Dies wurde von verschiedenen Seiten als Befürwortung der Wiedereinführung der Scheidung gesehen, meint Ralph-Günther Patocka in seinem Buch Operette als Moraltheater, Jacques Offenbach Libretti zwischen Sittenschule und Sittenverderbnis.

## Nacktheit in der Operette
Helena, die „schönste Frau der Welt“, sehnt sich nach Abwechslung von ihrem Ehealltag und weiß, dass die Göttin Venus dem Prinzen Paris die Liebe der schönsten Frau auf Erden versprochen hat, also Helena. Mit Spannung erwartet sie Paris, der sich ihr als Schäfer verkleidet nähert. Im 2. Akt erscheint Paris in Helenas Schlafgemach. Da sie glaubt, dies alles sei nur ein Traum – in dem alles erlaubt sei – gibt sie sich Paris in einer wilden Liebesszene hin. Diese Nachtszene mit dem erotisch aufgeladenen Traumduett «Ce n’est qu’un rêve» erhitzte die Gemüter der Moralisten, da die Darstellerin der Helena bei der Uraufführung und später der Wiener Erstaufführung nackt auf der Bühne stand. In einem Eintrag in den Münchner Polizeiakten heißt es im Zusammenhang mit einer Aufführung in Bayern: „Bei alledem verdient Anerkennung, daß die Direction des Theaters [in München, Anm.] sichtlich bestrebt war, das Stück möglichst dezent zu geben. Die Costüme enthüllten bei weitem nicht die Blöße so, wie in Paris am Vaudevilletheater oder in Wien am Carltheater der Fall ist. In Paris u. Wien entkleidete sich Helena in der Nachtszene des II. Actes fast vollständig auf der Bühne.“
In Biographien von Sängerinnen und Tänzerinnen der Epoche fallen die häufigen Verbindungen zu gewissen Logenbesuchern auf. Daraus lässt sich durchaus schließen, dass die Theater, wo Frivoles, Laszives und sexuell Angespieltes gezeigt wurde, auch als Edelbordell genutzt wurden und die Sängerinnen, Chorsängerinnen und die Tänzerinnen als Edelprostituierte fungierten. Dies wird u. a. von Zola in Nana ausführlich dargestellt, wo der Direktor des Vaudeville-Theaters von seinem Haus wiederholt als „Bordell“ spricht.
Ihre Götter bildeten die Griechen oft mit blonden Haaren ab. So verwundert es nicht, dass auch Helena in der Operette mit blonden Haaren dargestellt wird. Betrachtet man jedoch die Darstellung der Helena als „Blondine“ mit dem Hintergrundwissen, dass in den 1860er Jahren blond gefärbte Haare bei Frauen der Mittelschicht als „barbarisch“ angesehen wurden und als Erkennungszeichen von Prostituierten galten, erscheint Offenbachs Helena in einem anderen Licht. In ihrer Arie singt sie durchaus provokant in diese Richtung anspielend: «On me nomme Hélène la blonde». Natürlich ist auch die Titelfigur Nana in Zolas Roman blond und eine gefeierte Kurtisane.
In dem Genre der Operette, das Offenbach pflegte, konnten unter dem Deckmantel der Parodie und Groteske viele Übertreibungen aller Art und sehr freizügige Anspielungen von Erotik auf die Bühne gebracht werden, die unter realistischen oder normalen Umständen von der Zensur auf einer öffentlichen Bühne in Paris niemals erlaubt worden wären.
Über die Darstellung der Helena durch Marie Geistinger in Wien bemerkt Zeitzeugin Bertha Glöckner: „Heute sehe ich noch diese Helena vor mir, in ihren durchsichtigen Tarlatangewändern, ich sehe ihre junonische Gestalt, ihre klassischen Beine, ihr reizvolles Profil mit dem leicht ironischen Lächeln um den Mundwinkel. Wenn sie den Paris bei der ersten Begegnung mit der ihr eigenen schwungvollen Handbewegung begrüßte und dann anlorgnettierte, wenn sie in der Traumszene die Tunique abwarf … das war ein Bild unnachahmlicher Grazie.“

Es verwundert angesichts des schlüpfrigen Themas Ehebruch und der „in verschiedenem Sinne florierenden Nacktheit“ im Stück nicht, dass der bei der Pariser Uraufführung anwesende Fürst Metternich beim Verlassen des Theaters zu seiner Ehefrau gesagt haben soll: 
 „Wir haben unrecht daran getan, der Premiere beizuwohnen. […] Unser Name wird in allen Zeitungen stehen, und es ist nicht angenehm für eine Frau, gewissermaßen offiziell in einem solchen Stück gewesen zu sein.“

## Handlung

### Ort und Zeit
Die Operette spielt im mythologischen Griechenland (Sparta und Nauplia) kurz vor Beginn des Trojanischen Krieges, vermischt mit Elementen der Gegenwart zur Zeit der Uraufführung.

### Erster Akt
Bild: Tempelplatz in Sparta
Helena, die Gattin des Königs Menelaos, gilt als die schönste Frau der Welt, und sie glaubt das auch von sich selbst. Weil ihr etwas trotteliger Ehemann schon sehr betagt ist, kann er seine Frau nicht mehr befriedigen. Helena bittet deshalb Venus, die Göttin der Liebe, ihr endlich mal wieder einen richtigen Liebhaber zu senden. Dabei denkt sie an jenen Schäfer, dem Venus einst auf dem Berge Ida die schönste Frau der Welt versprochen hat. Auch Menelaos hat von dieser Geschichte gehört und sorgt sich seither sehr um die Treue seiner schönen Frau.
In Sparta findet gerade ein geistiger Wettkampf statt. Einer der Teilnehmer ist Prinz Paris aus Troja, der sich – getarnt als Schäfer – unter die Teilnehmer gemischt hat. Weil er auf jede Frage die richtige Antwort weiß, hat er bald Helenas Interesse geweckt. Paris erkennt rasch, dass der Großaugur Kalchas vor allem auf seinen eigenen Vorteil bedacht ist, und besticht ihn, damit er bei seinem Werben um Helena für günstige Umstände sorge. Kalchas verkündet dem Volk, die Götter hätten befohlen, dass sich Menelaos nach Kreta begeben müsse. Schweren Herzens tritt dieser die Reise an.

### Zweiter Akt
Bild: Gemach der Helena
Kalchas hat Helena für die kommende Nacht einen wunderschönen Traum versprochen. Als die schöne Frau in ihrem Gemach Paris erblickt, glaubt sie, dass jetzt der Traum wahr werde. Beide verbringen eine ausgelassene Liebesnacht und stillen ihr Verlangen. Doch womit sie nicht gerechnet haben: Menelaos kehrt früher als erwartet von seiner Reise zurück. Er ertappt sein Weib beim Seitensprung und will den Rivalen verhaften lassen. Doch bevor es seinen Häschern gelingt, diesen zu ergreifen, gelingt ihm die Flucht.

### Dritter Akt
Bild: Strandpromenade in Nauplia
Alles, was in Griechenland Rang und Namen hat, erholt sich in Nauplia. Zurzeit beehrt auch König Menelaos mit seiner Gattin dieses Seebad. In seiner Verzweiflung hatte Menelaos postalisch ein Bittgesuch beim Großauguren der Göttin Venus eingereicht, damit die Schuldfrage endlich geklärt werde. Seine Gattin beharre nämlich eisern, völlig unverschuldet in die „Notlage“ geraten zu sein. Zur Antwort erhielt er, er möge sich nebst Gattin in Nauplia einfinden, dann würden ihm die Augen geöffnet. Es dauert auch nicht lange, da naht doch tatsächlich mit einem Schiff der weißhaarige und ehrfurchtgebietende Großaugur. Als er Helena auffordert, mit ihm nach Cythere zu kommen, um dort im Tempel hundert weiße Schafe zu opfern, ist es Menelaos, der seine Gattin auffordert, gleich das Schiff zu besteigen und dem Befehl Folge zu leisten. Es dauert aber nicht lange, bis er merkt, dass er hereingelegt worden ist. Denn kaum ist das Schiff ein paar Meter vom Strand entfernt, enttarnt sich der Großaugur als Prinz Paris, der die schöne Helena entführt. Und diese Entführung – das weiß man inzwischen – war die Ursache für den Beginn des Trojanischen Krieges!

## Deutsche Bearbeitung

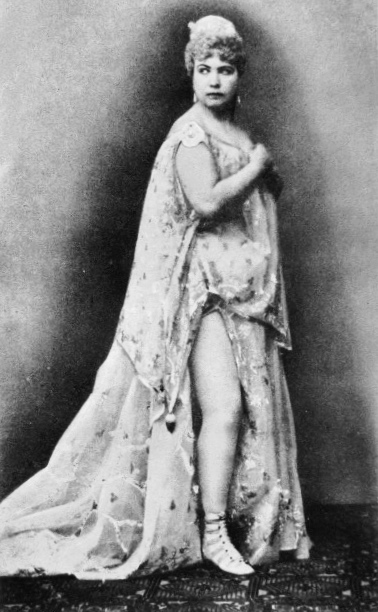
Marie Geistinger

Die deutschsprachige Erstaufführung fand schon drei Monate nach der Premiere am 17. März 1865 in Wien am Theater an der Wien statt. Die Rolle der Helena übernahm Marie Geistinger. Inszeniert wurde diese Erstaufführung vom damaligen Direktor des Theaters, Friedrich Strampfer. Camillo Walzel (Pseudonym F. Zell) und Julius Hopp übersetzten das französische Libretto ins Deutsche. In den ersten neun Monaten der Spielzeit brachte es das Stück auf 65 Aufführungen, trotz einer Opposition, die sich aus Kunstexperten und Journalisten zusammensetzte, die gegen die Darstellung der Antike Stimmung machte. Marie Geistinger verkörperte bis Ende des Jahres 1875 in bis zu 200 Vorstellungen die Helena. Offenbach selbst meinte nach der Wiener Erstaufführung entzückt über Geistinger: «Voilà la belle Hélène de mes rêves!»
Besetzung der deutschsprachigen Erstaufführung in Wien
| Rolle     | SängerIn          |
| --------- | ----------------- |
| Helena    | Marie Geistinger  |
| Paris     | Albin Swoboda     |
| Menelaus  | Karl Blasel       |
| Agamemnon | Carl Adolf Friese |
| Calchas   | Matthias Rott     |
| Achill    | Hr. Jäger         |
| Orest     | Frl. Beyer        |

### Rezeptionen der Wiener Erstaufführung
„(Theater an der Wien) Gestern kam Offenbach’s […] vielgenannte „schöne Helena“ unter des Kompositeurs persönlicher Leitung zur ersten Aufführung […]. Vorzüglich war Fr. Geistinger als Helena […]“
„Die Musik steht an komischem Gehalt und satyrischer Würze jener des ‚Orpheus‘ nach, doch enthält sie zahlreiche Schönheiten, die sich durch wirkliche Erfindung, melodischen Reiz, graziöse Mache und pikante Instrumentation auszeichnen. […] Die Darstellung, die fasst in allen Theilen eine hochgelungene zu nennen war, hat Vieles zum Erfolge beigetragen. Der Löwenanteil desselben gebührt Fr. Geistinger, eine Künstlerin im besten Sinne des Wortes. […] Sie spielt mit Sicherheit und Ruhe, und verfügt über eine so schätzenswerthe Menge von Ausdrucksmitteln, die zur Feststellung eines Charakters und dessen stylvoller Behandlung gehören.“
Man liest aber auch von Marie Geistinger als „höchst routinierter Schauspielerin“, die eine „leidliche Sängerin“ sei, aber imstande, „ein Stück zu tragen“. Zur Inszenierung wurde bemerkt, dass „einzelne Damen“ durch ihren „tadellosen Körperbau“ aufgefallen seien und sich verdient gemacht hätten in einem Stück, das voller „derbe[r] Zweideutigkeiten“, ja auch „in verschiedenem Sinne florierend[e] Nacktheit“ vorkäme – das Publikum angeblich dennoch „gelangweilt“ war.

## Deutsche Neubearbeitungen
Am 25. Dezember 1927 hatte am Berliner Metropol-Theater eine Neubearbeitung und -übersetzung von Ludwig Fulda Premiere. Es sangen Max Pallenberg (Menelaos), Violetta de Strozzi (Helena), Karl Aagard Østvig (Paris) und Kurt Gerron (Kalchas), die Ausstattung besorgte Ludwig Kainer, der Dirigent war Max von Schillings. Die Kritik reagierte trotz der prominenten Besetzung verhalten.
Die schöne Helena wurde auch von Regisseur Max Reinhardt und Komponist Erich Wolfgang Korngold neu bearbeitet. Es war nicht die erste Zusammenarbeit der beiden für eine Operettenneubearbeitung (vorangegangen war die erfolgreiche Bearbeitung der Fledermaus von Johann Strauß im Jahr 1929.) Durch Egon Friedell und Hanns Sassmann ließ Reinhardt das Helena-Libretto von Henri Meilhac und Ludovic Halévy radikal umarbeiten. Die klassische Struktur von drei Akten löste Reinhardt in eine Revue von sieben Einzelbildern auf. Diese Fassung wurde am 15. Juni 1931 zum ersten Mal in Berlin aufgeführt. Die Rolle der Helena übernahm Jarmila Novotná, die später bei Lehárs Giuditta bei der Uraufführung an der Wiener Staatsoper die Titelpartie sang. Menelaos verkörperte Hans Moser. Die Hosenrolle des Orest wurde von Friedel Schuster dargestellt. Diese Rolle sollte der Beginn einer großen Operettenkarriere für sie sein. Die musikalische Bearbeitung von Korngold kam gut an, obwohl er dem Werk viel von seiner elementaren Wirkung nahm, da er mit dem Wienerwalzeroperettenstil die Operette versüßlichte. Etliche Bühnen in Europa spielten diese Version nach, unter anderem 1932 das Adelphi Theatre in London. In der Emigration brachten Korngold und Reinhardt ihre Bearbeitung der Schönen Helena unter dem Titel Helen Goes To Troy 1944 in New Yorker zurück auf die Bühne.
Eine weitere Neubearbeitung als „Operette für Schauspieler“ von Peter Hacks wurde 1964 in einer Inszenierung von Benno Besson am Deutschen Theater Berlin erstaufgeführt.

## Aufführung in anderen Ländern
Die schöne Helena wurde erfolgreich in weiteren Ländern auf die Bühne gebracht.
| Land           | Theater, Titel, Aufführungssprache                                   | Datum            |
| -------------- | -------------------------------------------------------------------- | ---------------- |
| Deutschland    | Friedrich-Wilhelmstädtisches Theater, Berlin: Die schöne Helena      | 13. Mai 1865     |
| Großbritannien | Adelphi Theatre: Helen, or Taken from the Greek                      | 30. Juni 1866    |
| Ungarn         | Kassa: Szép Heléna                                                   | 7. März 1866     |
|                | Budai Színkör (auf Deutsch)                                          | 6. Mai 1866      |
|                | Várszínház: Szép Heléna                                              | 30. April 1870   |
| Russland       | Michailowski-Theater, St. Petersburg                                 | 9. April 1866    |
| USA            | Stadttheater, New York (auf Deutsch): Die schöne Helena              | 3. Dezember 1867 |
|                | National Theatre, Cincinnati (Französisch)                           | 6. April 1868    |
|                | Théâtre Français (Französisch)                                       | 26. März 1868    |
|                | New York Theater (Englisch): Paris and Helen, or the Greek Elopement | 13. April 1868   |
| Australien     | Royal Victoria Theatre, Sydney                                       | 31. Mai 1876     |

## Orchester
Originalfassung:
Zwei Flöten (2. auch Piccolo), eine Oboe, zwei Klarinetten, ein Fagott, zwei Hörner, zwei Trompeten, eine Posaune, Pauken, Schlagwerk und Streicher.
Wiener Bearbeitung:
Zwei Flöten, zwei Oboen, zwei Klarinetten, zwei Fagotte, vier Hörner, zwei Trompeten, drei Posaunen, eine Basstuba, großes Schlagwerk und Streicher
Wiener Bearbeitung oder Wiener Fassung bedeutet, dass Offenbach selbst Veränderungen und Erweiterungen im Orchester vorgenommenen hat. Lange Zeit war bei Einspielungen von Wiener Fassungen leider bedauerlich, dass eher ein deutscher als ein pariserischer musikalischer Geist im Werk mitschwang. Da etliche Dirigenten Schwerfälligkeit mit instrumentalem Reichtum gleichsetzten, waren die Wiener Fassungen lange Zeit, zu Unrecht, als zu massig verschrien.

## Musik
Offenbach hat eine Fülle eingängiger Melodien über sein Werk gestreut. Die Musik sprudelt geradezu lebensschäumend daher. Außer der berühmten Ouvertüre, die oft losgelöst vom eigentlichen Werk im Konzertsaal und im Rundfunk zu hören ist, seien noch folgende Gesangsnummern besonders hervorzuheben:
- das Auftrittslied des Paris Auf dem Berge Ida stritten drei Göttinnen mit dem Refrain Evoe – um zu gefallen einem hübschen jungen Mann im Walzertakt,
- Bin Menelaos, der Gute,
- Ich bin Ajax der Erste,
- das große Duett zwischen Helena und Paris Es ist ein Traum, es ist ein Traum von Lieb und himmlischem Entzücken,
- Wahre Lust und Heiterkeit und
- Ach, lieber Mann, lass dich belehren.

## Gesamtaufnahmen (Auswahl)
Gesamtaufnahmen gibt es in französischer, deutsch und russischer Sprache. Querschnitte existieren auch in Englisch, Polnisch sowie Tschechisch.
- La Belle Hélène, Linda, Dran, Giraud, Lonsolas, Chorus & Orchestra Paris Philharmonic unter René Leibowitz, Regis 1952
- Moffo, Kollo, Rebroff, Südfunkchor und Radioorchester Stuttgart unter Franz Allers, TV-Film 1974[23] (inkl. Veröffentlichung bei Phonogram)
- La Belle Hélène, Norman, Aler, Burles, Bacquier, Choeur et Orchestre du Capitol de Toulouse unter Michel Plasson EMI 1985
- La Belle Hélène, Lott, Beuron, Sénéchal, Naouri, Le Roux, Choeur des Musiciens du Louvre, Les Musiciens du Louvre – Grenoble unter Marc Minkowski, Virgin 2001
- La Belle Hélène, Vesselina Kasarova, Deon van der Walt, Carlos Chausson, Volker Vogel, Chor und Orchester des Opernhaus Zürichs unter Nikolaus Harnoncourt DVD Arthaus Musik 1997

DVDs
- La Belle Hélène, Lott, Beuron, Sénéchal, Naouri, Le Roux, Choeur des Musiciens du Louvre, Les Musiciens du Louvre – Grenoble unter Marc Minkowski, Regie: Laurent Pelly, Arthaus Musik 2001
- La Belle Hélène, Kasarova, van der Walt, Chausson, Vogel, Widmer, Chor und Orchester des Opernhaus Zürichs unter Nikolaus Harnoncourt, Regie: Helmuth Lohner, Aufnahme 1997, Arthaus Musik 2011

TV-Filmversionen
- Die schöne Helena, Moffo, Kollo, Rebroff, Meinrad, Schleyer, Serafin, Südfunkchor und Radioorchester Stuttgart unter Franz Allers, Drehbuch: Gerhard Bronner, Regie: Axel von Ambesser, Unitel Film- und Fernsehproduktionsgesellschaft (Unterföhring), 1974 (inkl. Veröffentlichter Querschnitt bei AMIGA, 1983)[24]